# مقاطعة هاميلتون (فلوريدا)
مقاطعة هاميلتون هي مقاطعة في فلوريدا، بلغ عدد سكانها 14٬799  نسمة، في 2010، عاصمتها جاسبر، فلوريدا، تبلغ مساحتها 1٬345 كيلومتر مربع.

## الموقع
تشترك في الحدود مع:
- مقاطعة إكولس
- مقاطعة ماديسون (فلوريدا)
- مقاطعة سواني
- مقاطعة كولومبيا، فلوريدا
- مقاطعة لاونديز.

## التقسيمات الإدارية
- جاسبر، فلوريدا.